# Amaury Castanho
Dom Amaury Castanho (Campinas, 19 de setembro de 1927 — Jundiaí, 1 de junho de 2006) foi um bispo católico brasileiro. Foi bispo auxiliar da Diocese de Sorocaba, e o quinto bispo da Diocese de Valença, no estado do Rio de Janeiro e também o terceiro bispo da Diocese de Jundiaí, no estado de São Paulo.
Dom Amaury Castanho foi também jornalista e usou as suas habilidades a serviço da Igreja Católica, auxiliando inclusive no periódico "O São Paulo" editado pela Arquidiocese de São Paulo.